# Elvira García y García

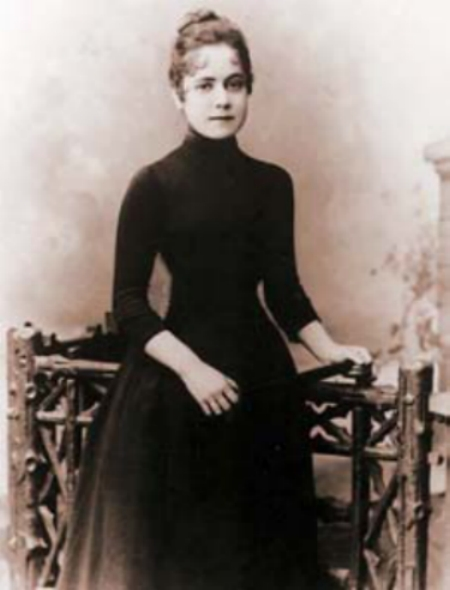
Elvira García y García

Elvira García y García, född 1862, död 1951, var en peruansk lärare, feminist och skolreformator. Hon grundade den banbrytande skolan Liceo Peruano (1883) för flickor, och drev den ledande feministiska tidningen Liceo Fanning (1894-1914). Hon betraktas som en pionjär för kvinnors rätt till utbildning i Peru. 